# Immortal (Adema)
Immortal è l'unico singolo estratto dal primo EP del gruppo musicale statunitense Adema, pubblicato il 27 settembre 2002 dall'Arista Records. Il brano fa inoltre parte della colonna sonora del videogioco Mortal Kombat: Deadly Alliance.

## Video musicale
Il video del brano consiste in alcuni spezzoni di concerti degli Adema a scene di gioco di Mortal Kombat: Deadly Alliance e la band che suona in alcune location del videogioco. Queste ultime scene sono state girate con l'ausilio del green screen a New Orleans a fine luglio 2002.

## Tracce
1. Immortal – 4:09